# Desmanthus covillei
Desmanthus covillei là một loài thực vật có hoa trong họ Đậu. Loài này được (Britton & Rose) B.L.Turner miêu tả khoa học đầu tiên.